# Alejandra del Río Lohan
Alejandra del Río Lohan nació en Santiago de Chile, 1972. Es una poeta chilena que se ha dedicado tanto a la poesía en papel como a la performance, trabajo con niños, intervenciones artísticas, vídeo-poemas y grabaciones. Es una de las voces más representativas de la generación de los 90'.

## Biografía
De madre alemana y padre chileno, por lo cual la biculturalidad es algo que marca toda su vida. En 1980, cursando tercero básico se produce su primer acercamiento a la literatura guiado por su profesora Victoria Castro, quien en 1984 recopila el trabajo realizado el cual es publicado en una edición a cargo del poeta Alfonso Alcalde.
Estudió Literatura en la Universidad de Chile. Residía en Alemania desde el año 1999 hasta el año 2009. Se retiró a Alemania en 1999 por motivos económicos, familiares y por sobre todo personales, siendo uno de sus grandes motores la búsqueda de su propia identidad. A pesar de ser mitad alemana por descendencia materna no tenía un dominio completo del idioma, por lo que en un comienzo le cuesta adaptarse. Realizó allí estudios sobre Escritura Autobiográfica y Creativa en la Alice Salomon Hochschule en Berlín. Fue allí donde encontró su pasión por educar, donde en 2008 se tituló como “pedagoga de la poesía”, enfocada en la enseñanza de literatura en niños.  
El año 2009 se regresa a Chile. Donde con el apoyo de Balmaceda Arte Joven, realizó junto con otro grupo de educadores el Club de poetas en Pedro Aguirre Cerda. Aunque su labor como didacta es entusiasmar a profesores y educadores de la necesidad de contar con metodologías adecuadas, divertidas y efectivas, para la enseñanza del lenguaje. Donde en 2016 fue invitada a exponer y realizar un taller frente a cerca de 100 profesores en el Seminario Literatura y Sentido.
En junio del 2017 obtuvo una certificación como terapeuta humanista-transpersonal extendido por el Instituto Humanista-Transpersonal de Santiago.

## Influencias
A los 8 años, se interesó por las preguntas de Pablo Neruda, después de responder a estas preguntas, surgió su pasión por la poesía. En la etapa de su adolescencia uso mucho la poesía para expresarse. Shakespeare, fue quien la influenció en temas como el amor y el poder.

## Premios y distinciones
- 1994: Concurso de Poesía para Obras Inéditas
- 1995: Fue becaria de la fundación Pablo Neruda
- 1998: Eusebio Lillo[3]

## Reconocimientos
Actualmente posee una serie de vídeos en YouTube donde expone su trabajo a través de vídeo poemas, imágenes y voces trabajadas con luces, sombras y ecos, sin embargo, conservando la voz de la propia autora que es quien declama. Para ella el contacto que se logra a través de la performance con el público es siempre una instancia única, donde entra en una especie de trance para lograr un más allá de la palabra escrita y de la palabra hablada, aun así, su trabajo no se enmarca en la poesía experimental, pues siempre busca el sentido y la armonía.

## Obras
- 1994: El Yo Cactus, Universidad de Chile, Santiago
- 1998: Escrito en Braille, Santiago, 1999
- 2009: Material Mente Diario
- 2010: Dios es el Yotro
- 2015: Llaves del pensamiento cautivo, Garceta Ediciones, 2016, Santiago ISBN 9789569562020
- 2018: Dramatis Personae, Editorial UV de la Universidad de Valparaíso, Valparaíso, Chile, ISBN 9789562141949[4][5]